# Puerto Berrío
Pour les articles homonymes, voir Berrio.
Puerto Berrío est une municipalité située dans le département d'Antioquia, en Colombie. La ville est fondée en 1875 par le général colombien Ricardo Maria Giraldo et devient une municipalité en 1881.